# قسم بام الريفي (مقاطعة إسفراين)
قسم بام الريفي (بالفارسية: دهستان بام) هي منطقة ريفية تقع في Bam and Safiabad District في إيران. يقدر عدد سكانها بـ 9,041 نسمة .